# André Iriart
André Iriart – francuski judoka. Pierwszy w drużynie na mistrzostwach Europy w 1962. Trzeci na mistrzostwach Francji w 1960 roku.